# Municipio de Foster (condado de Luzerne)
El municipio de Foster  (en inglés: Foster Township) es un municipio ubicado en el condado de Luzerne en el estado estadounidense de Pensilvania. En el año 2000 tenía una población de 3.323 habitantes y una densidad poblacional de 28.6 personas por km².

## Geografía
El municipio de Foster se encuentra ubicado en las coordenadas 40°58′00″N 75°52′59″O / 40.96667, -75.88306.

## Demografía
Según la Oficina del Censo en 2000 los ingresos medios por hogar en la localidad eran de $36,307 y los ingresos medios por familia eran $43,065. Los hombres tenían unos ingresos medios de $35,589 frente a los $24,051 para las mujeres. La renta per cápita para la localidad era de $16,824. Alrededor del 4,5% de la población estaban por debajo del umbral de pobreza.